# 芦辺町 (名古屋市)
芦辺町（あしべちょう）は、愛知県名古屋市北区の地名。現行行政地名は芦辺町1丁目から芦辺町3丁目。住居表示未実施。

## 地理
名古屋市北区南東部に位置し、東は紅雲町と杉栄町・西は彩紅橋通・南は東水切町・北は石園町に接する。事務所などが混在する住宅地。

## 歴史

### 地名の由来
当地は旧大幸川の水腐地にあたり、シギ・サギ・クイナなどの水鳥が生息し、アシ（芦）などが生えている水辺であったことから名付けられたという。

### 沿革
- 1932年（昭和7年）9月1日 - 名古屋市東区下飯田町の一部（字南出・東生駒・塩又木・南原・表ノ木・薬師裏の各一部）より、同区芦辺町として成立[1]。
- 1938年（昭和13年）6月1日 - 下飯田町字南原の全部を2丁目に編入[1]。
- 1944年（昭和19年）2月11日 - 北区成立に伴い、同区芦辺町となる[5]。

### 町名の変遷
| 実施後 | 実施年月日   | 実施前（各町名ともその一部）                             |
| ------ | ------------ | -------------------------------------------------------- |
| 芦辺町 | 1932年9月1日 | 下飯田町（字南出・東生駒・塩又木・南原・表ノ木・薬師裏） |
| 芦辺町 | 1938年6月1日 | 下飯田町（字南原）                                       |

## 世帯数と人口
2022年（令和4年）1月1日現在の世帯数と人口は以下の通りである。
| 町丁   | 世帯数  | 人口  |
| ------ | ------- | ----- |
| 芦辺町 | 168世帯 | 368人 |

### 人口の変遷
国勢調査による人口の推移
| 1950年（昭和25年） | 566人 | [ 6 ]      |  |
| 1955年（昭和30年） | 730人 | [ 6 ]      |  |
| 1960年（昭和35年） | 841人 | [ 7 ]      |  |
| 1965年（昭和40年） | 954人 | [ 8 ]      |  |
| 1970年（昭和45年） | 805人 | [ 8 ]      |  |
| 1975年（昭和50年） | 587人 | [ 9 ]      |  |
| 1980年（昭和55年） | 481人 | [ 10 ]     |  |
| 1985年（昭和60年） | 433人 | [ 11 ]     |  |
| 1990年（平成2年）  | 373人 | [ 12 ]     |  |
| 1995年（平成7年）  | 338人 | [ 13 ]     |  |
| 2000年（平成12年） | 317人 | [ WEB 6 ]  |  |
| 2005年（平成17年） | 446人 | [ WEB 7 ]  |  |
| 2010年（平成22年） | 399人 | [ WEB 8 ]  |  |
| 2015年（平成27年） | 406人 | [ WEB 9 ]  |  |
| 2020年（令和2年）  | 393人 | [ WEB 10 ] |  |

### 世帯数の変遷
国勢調査による世帯数の推移。
| 1995年（平成7年）  | 131世帯 |  |  |
| 2000年（平成12年） | 127世帯 |  |  |
| 2005年（平成17年） | 175世帯 |  |  |
| 2010年（平成22年） | 160世帯 |  |  |
| 2015年（平成27年） | 163世帯 |  |  |
| 2022年（令和2年）  | 162世帯 |  |  |

## 学区
市立小・中学校に通う場合、学校等は以下の通りとなる。また、公立高等学校に通う場合の学区は以下の通りとなる。
| 番・番地等 | 小学校               | 中学校               | 高等学校 |
| ---------- | -------------------- | -------------------- | -------- |
| 全域       | 名古屋市立名北小学校 | 名古屋市立若葉中学校 | 尾張学区 |

## 施設
- 名古屋市立若葉中学校（敷地の南側一部）
- 北消防署飯田出張所
- 大曽根保育園
- 中部電力大曽根変電所

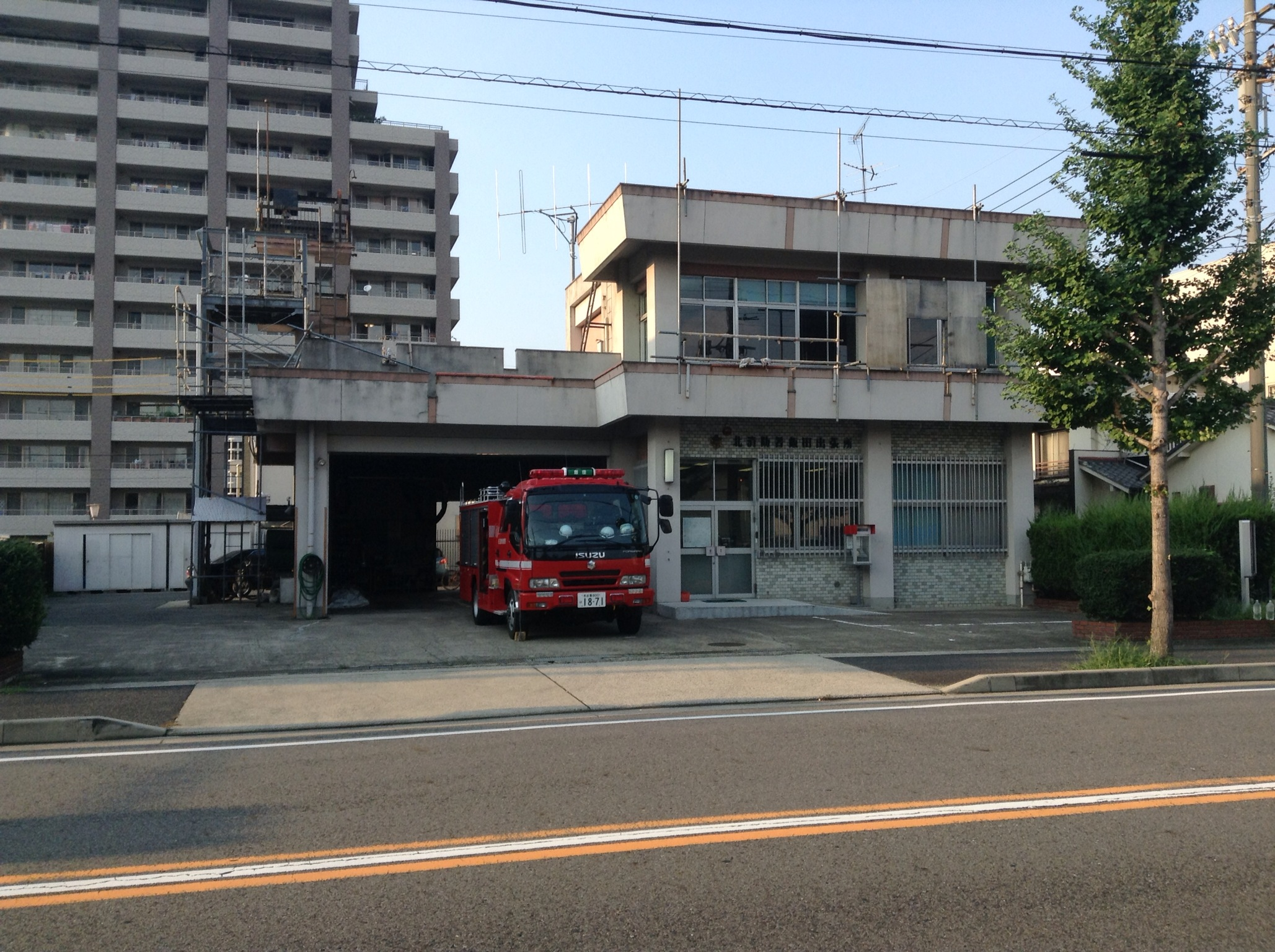
北消防署飯田出張所（2013年8月）
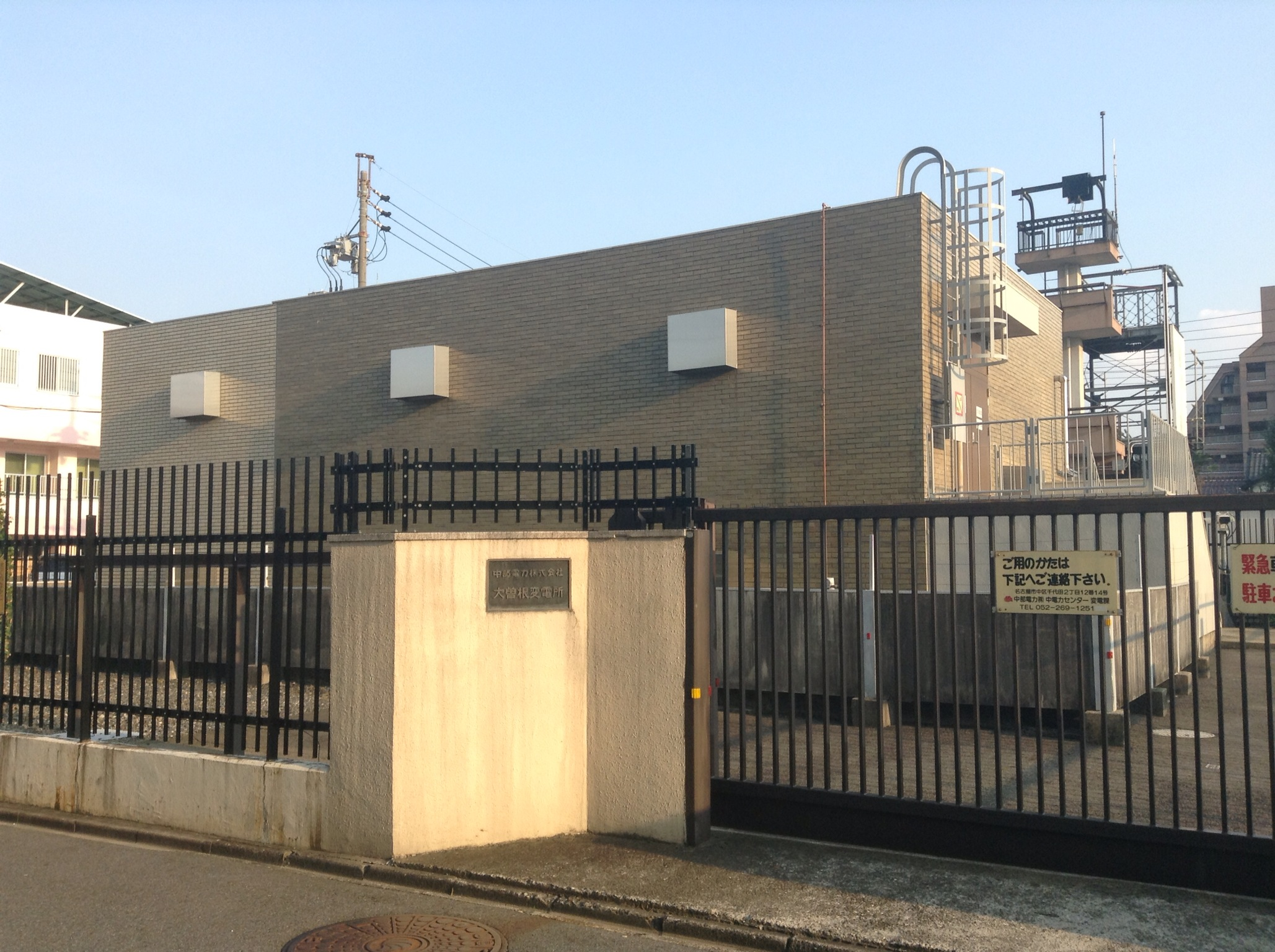
中部電力大曽根変電所（2013年8月）
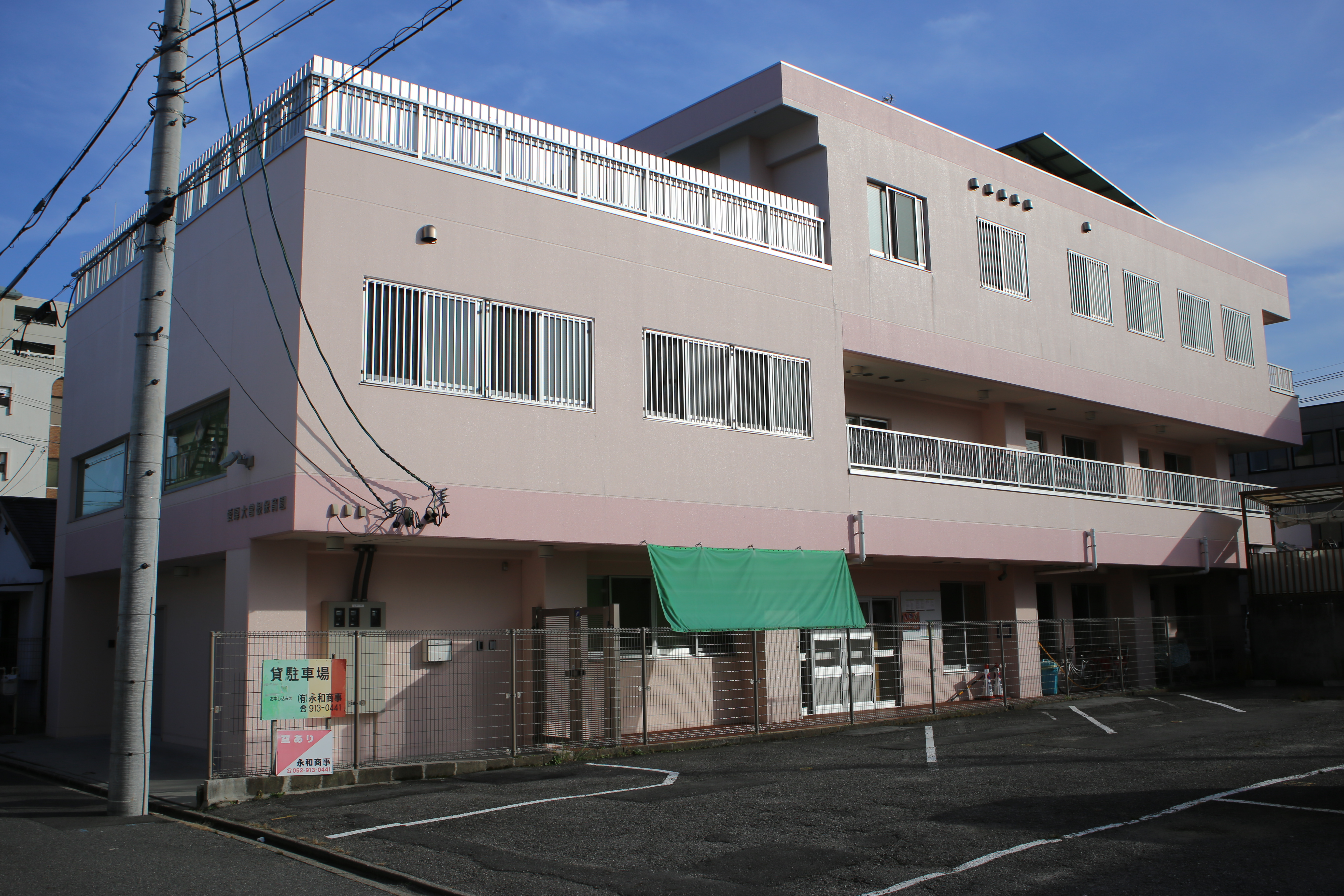
大曽根保育園（2016年11月）

## その他

### 日本郵便
- 郵便番号 : 462-0856[WEB 2]（集配局：名古屋北郵便局[WEB 19]）。

### WEB
1. 1 2  “町・丁目(大字)別、年齢(10歳階級)別公簿人口(全市・区別)”.   名古屋市. 2022年3月31日閲覧。
2. 1 2  “郵便番号”.  日本郵便. 2025年2月5日閲覧。
3. ↑  “市外局番の一覧”.   総務省. 2019年1月6日閲覧。
4. ↑  “愛知県名古屋市北区の町丁・字一覧”.   人口統計ラボ. 2017年10月7日閲覧。
5. ↑  名古屋市役所市民経済局地域振興部住民課町名表示係 (2015年10月21日). “北区の町名一覧”.   名古屋市. 2017年10月7日閲覧。
6. ↑  名古屋市役所総務局企画部統計課統計係 (2005年7月1日). “（刊行物）名古屋の町(大字)・丁目別人口 (平成12年国勢調査) 北区” (xls). 2017年10月8日閲覧。
7. ↑  名古屋市役所総務局企画部統計課統計係 (2007年6月29日). “平成17年国勢調査　名古屋の町(大字)別・年齢別人口 北区” (xls). 2017年10月8日閲覧。
8. ↑  名古屋市役所総務局企画部統計課統計係 (2012年6月29日). “平成22年国勢調査　名古屋の町(大字)別・年齢別人口 北区” (xls). 2017年10月8日閲覧。
9. ↑  名古屋市役所総務局企画部統計課統計係 (2017年7月7日). “平成27年国勢調査　名古屋の町(大字)別・年齢別人口” (xls). 2017年10月8日閲覧。
10. ↑  “データセット情報 国勢調査 / 令和２年国勢調査 / 小地域集計　（主な内容：基本単位区別，町丁・字別人口など） 23：愛知県”.   独立行政法人統計センター. 2022年3月31日閲覧。
11. ↑  総務省統計局 (2014年3月28日). “平成7年国勢調査の調査結果(e-Stat) - 男女別人口及び世帯数 －町丁・字等” (CSV). 2021年7月20日閲覧。
12. ↑  総務省統計局 (2014年5月30日). “平成12年国勢調査の調査結果(e-Stat) - 男女別人口及び世帯数 －町丁・字等” (CSV). 2021年7月20日閲覧。
13. ↑  総務省統計局 (2014年6月27日). “平成17年国勢調査の調査結果(e-Stat) - 男女別人口及び世帯数 －町丁・字等” (CSV). 2021年7月21日閲覧。
14. ↑  総務省統計局 (2012年1月20日). “平成22年国勢調査の調査結果(e-Stat) - 男女別人口及び世帯数 －町丁・字等” (CSV). 2021年7月21日閲覧。
15. ↑  総務省統計局 (2017年1月27日). “平成27年国勢調査の調査結果(e-Stat) - 男女別人口及び世帯数 －町丁・字等” (CSV). 2021年7月21日閲覧。
16. ↑  “データセット情報 国勢調査 / 令和２年国勢調査 / 小地域集計　（主な内容：基本単位区別，町丁・字別人口など） 23：愛知県”.   独立行政法人統計センター. 2022年3月31日閲覧。
17. ↑  “市立小・中学校の通学区域一覧”.   名古屋市 (2018年11月10日). 2019年1月14日閲覧。
18. ↑  “平成29年度以降の愛知県公立高等学校（全日制課程）入学者選抜における通学区域並びに群及びグループ分け案について”.   愛知県教育委員会 (2015年2月16日). 2019年1月14日閲覧。
19. ↑  郵便番号簿 平成29年度版 - 日本郵便. 2019年01月06日閲覧 (PDF)

### 文献
1. 1 2 3  名古屋市北区役所市民室 1979, p. 53.
2. ↑  『アトラスRDX東海A5』アトラス社、2008年3月、43頁。
3. ↑  「角川日本地名大辞典」編纂委員会 1989, p. 1448.
4. ↑  名古屋市立名北小学校 1970, p. 131.
5. ↑  名古屋市計画局 1992, p. 745.
6. 1 2  名古屋市総務局企画室統計課 1957, p. 75.
7. ↑  名古屋市総務局企画部統計課 1967, p. 69.
8. 1 2  名古屋市総務局行政企画部統計課 1971, p. 20.
9. ↑  名古屋市総務局統計課 1976, p. 18.
10. ↑  名古屋市総務局統計課 1981, p. 24.
11. ↑  名古屋市総務局統計課 1986, p. 29.
12. ↑  名古屋市総務局企画部統計課 1991, p. 14.
13. ↑  名古屋市総務局企画部統計課 1996, p. 39.

### 統計資料
- 名古屋市総務局企画室統計課 編『昭和31年版 名古屋市統計年鑑』名古屋市、1957年。全国書誌番号:51004953。
- 名古屋市総務局企画部統計課 編『昭和41年版 名古屋市統計年鑑』名古屋市、1967年。全国書誌番号:51004953。
- 名古屋市総務局統計課 編『昭和51年版 名古屋市統計年鑑』名古屋市、1977年。全国書誌番号:77007026。
- 名古屋市総務局統計課 編『昭和60年国勢調査 名古屋の町・丁目別人口（昭和60年10月1日現在）』名古屋市役所、1986年。
- 名古屋市総務局企画部統計課 編『平成2年国勢調査 名古屋の町（大字）別・年齢別人口（平成2年10月1日現在）』名古屋市役所、1994年。全国書誌番号:94045412。
- 名古屋市総務局企画部統計課 編『平成7年国勢調査 名古屋の町（大字）・丁目別人口（平成7年10月1日現在）』名古屋市役所、1996年。全国書誌番号:96059807。